# بيرتل مالمبيرغ
بيرتل مالمبيرغ (بالسويدية: Bertil Malmberg)‏ هو مترجم وكاتب وكاتب سيناريو وشاعر سويدي، ولد في 13 أغسطس 1889 في Härnösands domkyrkoförsamling ‏ في السويد، وتوفي في 11 فبراير 1958 في أبرشية ليدينيو ‏ في السويد.

## وصلات خارجية
- بيرتل مالمبيرغ على موقع IMDb (الإنجليزية)
- بيرتل مالمبيرغ على موقع ألو سيني (الفرنسية)
- بيرتل مالمبيرغ على موقع ميوزك برينز (الإنجليزية)
- بيرتل مالمبيرغ على موقع أول موفي (الإنجليزية)
- بيرتل مالمبيرغ على موقع قاعدة بيانات الأفلام السويدية (السويدية)
- بيرتل مالمبيرغ على موقع قاعدة بيانات الفيلم (الإنجليزية)
- بيرتل مالمبيرغ على موقع كينوبويسك (الروسية)